# Lilla Edet (commune)
La commune de Lilla Edet est une commune suédoise du comté de Västra Götaland, peuplée d'environ 14 240 habitants (2020). Son chef-lieu se situe à Lilla Edet.

## Localités principales
- Göta
- Hjärtum
- Lilla Edet
- Lödöse
- Nygård